# Шулятицкий, Юрий Юрий-Иосифович
Ю́рий Ю́рий-Ио́сифович Шуляти́цкий (укр. Юрій Юрій-Йосипович Шулятицький; род. 11 августа 1970, Ивано-Франковск) — советский и украинский футболист, игравший на позициях нападающего и полузащитника.

## Биография
Родился в Ивано-Франковске, в семье футболиста и тренера Юрия-Иосифа Шулятицкого. Начал заниматься футболом в местной ДЮСШ-3, первый тренер —— Анатолий Литвиненко. Позже учился во львовском спортинтернате. С 1987 года — в составе ивано-франковского «Прикарпатья», выступавшего во второй лиге чемпионата СССР. В том же году команда стала бронзовым призёром украинской группы второй лиги, однако Шулятицкий провёл в том сезоне менее половины матчей. В течение последующих двух розыгрышей чемпионата, Юрий стал одним из основных игроков ивано-франковского клуба, но «Прикарпатье» заканчивало год в нижней половине таблицы. В 1989 году призван в армию, во время службы выступал за львовский СКА. Продолжил играть в армейской команде, после её переезда в Дрогобыч, в 1990 году. После демобилизации был приглашён в клуб высшей лиги — харьковский «Металлист». Дебютировал в элитном дивизионе советского футбола 10 марта 1991 года, на 53-й минуте выездной игры против московского ЦСКА заменив Гурама Аджоева. В течение года появлялся на поле в большинстве игр, однако по окончании сезона покинул команду. В том же году выступал на летней Универсиаде в Шеффилде за студенческую сборную СССР (состоявшую из игроков «Металлиста»)
Первый чемпионат независимой Украины начал в родном «Прикарпатье», стартовавшем в новосозданной высшей лиге. В первом же сезоне стал лучшим бомбардиром команды (несмотря на то, что забил всего 3 гола), однако из-за внутренних проблем клуб вылетел в первую лигу. Проведя в ивано-франковском клубе ещё полгода, в 1993 году вернулся в «вышку», перейдя во львовские «Карпаты». В составе «львов» стал финалистом Кубка Украины, однако выиграть конкуренцию за место в составе не смог, в основном выходя на поле со скамейки запасных. В 1994 году стал игроком «Меховика» из Тысменицы, выступавшего в переходной лиге. Благодаря успешной игре, уже на следующий год перешёл в перволиговую стрыйскую «Скалу», но провёл за неё всего 5 матчей и вернулся в Тысменицу. В 1996 году подписал контракт с ахтырским «Нефтяником», в составе которого стал одним из ключевых игроков и лучших бомбардиров первой лиги.
В 1997 году снова стал игроком клуба высшей лиги, перейдя в кировоградскую «Звезду», за которую выступал на протяжении года. В следующем сезоне был приглашён в луцкую «Волынь», возглавляемую его отцом, однако провёл за неё всего 8 игр в чемпионате. После этого отправился за границу, подписав контракт с латвийским «Динабургом» из Даугавпилса, где, тем не менее, также надолго не задержался. По возвращении в Украину защищал цвета «Техно-Центра» из Рогатина, а позже — калушского «Лукора». Последнюю игру на профессиональном уровне провёл в 2003 году. По завершении карьеры играл за любительский «Тепловик» из Ивано-Франковска, некоторое время жил в США. Позже работал вице-президентом и спортивным директором ивано-франковской футбольной школы «Ника-05», создателем и руководителем которой являлся его двоюродный брат Андрей.

## Достижения
- Бронзовый призёр второй лиги СССР: 1987 (группа 6)
- Бронзовый призёр третьей лиги Украины: 1994/95

## Семья
Женат, отец двух дочерей. Представитель футбольной династии Шулятицких: отец, Юрий-Иосиф, известен как футбольный тренер. Дядя, брат отца, Тарас Шулятицкий — профессиональный футболист, выступавший за московский ЦСКА. Его сын (двоюродный брат Юрия), Андрей, пошёл по стопам отца, выступал за украинские клубы.